# Bronisław Huberman
Bronisław Huberman (Częstochowa, 19. prosinca 1882. – Corsier-sur-Vevey, 16. lipnja 1947.) bio je poljski violinist, utemeljitelj Palestinskoga filharmonijskog orkestra (danas Izraelski filharmonijski orkestar) i dokazani humanitarac.

## Životopis
Bronisław Huberman, poljski violinist židovskoga podrijetla, bio je glazbeno čudo od djeteta. Violinu je počeo svirati kao šestgodišnjak, a kao sedmogodišnjak je već i javno nastupao. Kao desetgodišnjak je vlastito umijeće sviranja violine nastavio usavršavati kod slavnoga Josepha Joachima u Berlinu. No njih dvojica se baš i nisu najbolje slagali pa je Huberman četiri godine kasnije krenuo svojim putem. Njegove virtuozne izvedbe i koncertni nastupi diljem Europe, na kojima ga je često pratio pijanist Leopold Spielmann, uskoro su mu priskrbili naklonost i publike i glazbenih znalaca. Huberman je svirao Stradivarijevu violinu, koju mu je na raspolaganje dao grof Jan Zamoyski, njegov tadašnji mecena. Jednom od tih koncerata u to je doba nazočio i šestgodišnji Arthur Rubinstein. Rubinsteinovi roditelji su često pozivali Hubermana u goste pa su Arthur i Bronisław s vremenom postali odani i doživotni prijatelji. Godine 1896. Huberman je jednom prigodom svirao i Koncert za violinu u D-duru Johannesa Brahmsa: Brahms je osobno nazočio toj izvedbi četrnaestgodišnjega virtuoza te je bio vrlo oduševljen i kvalitetom izvedbe i Hubermanovim violinističkim umijećem.
1920-ih i u ranim 1930-im Huberman je s pijanistom Siegfriedom Schultzeom koncertirao diljem Europe i Sjeverne Amerike: zajedno su nastupali u najprestižnijim dvoranama i na najpoznatijim svjetskim pozornicama, primjerice njujorškom Carnegie Hallu, milanskoj Scali, bečkom Musikvereinu i berlinskom Konzerthausu. Europske kraljevske obitelji redovito su ih pozivale da im svojim nastupima uveličaju kakvu značajnu prigodu. Berlinski radio snimio je mnoge njihove izvedbe, ali su te snimke – nažalost – izgubljene ili uništene tijekom Drugog svjetskog rata.
Godine 1927. Huberman je nastupao u triju s violončelistom Pablom Casalsom i pijanistom Ignazom Friedmanom: zajedno su izvodili razne skladbe Ludwiga van Beethovena. Dvije godine kasnije Huberman je prvi put boravio u Palestini te je, oduševljen tom zemljom i ljudima, počeo razmišljati o mogućnostima promicanja t.zv. ozbiljne glazbe u Obećanoj zemlji.
U lipnju 1933. godine, u doba jačanja nacionalsocijalizma u Njemačkoj, slavni je Wilhelm Furtwängler pozvao Hubermana da kao solist nastupi uz Berlinske filharmoničare. Huberman je njegov poziv odbio poslavši mu otvoreno pismo, koje su tada objavile mnogobrojne međunarodne novine. U tom pismu Huberman se osvrnuo i na aktualna zbivanja u Njemačkoj, pozvavši sve njemačke intelektualce »da dobro razmisle o humanosti i temeljnim ljudskim vrijednostima europske civilizacije, kao i čovjeku slobodnom od okova međurasne netrpeljivosti«.
Godine 1936. Huberman je u Tel Avivu utemeljio Palestinski filharmonijski orkestar (danas Izraelski filharmonijski orkestar). U tom orkestru okupio je vodeće židovske glazbenike iz gotovo svih europskih zemalja. Budući da su se na njegov nagovor s glazbenicima u Palestinu preselili i članovi njihovih obitelji, Huberman je tako od nacističkih pogroma spasio gotovo 1000 ljudi.
1937. – godinu dana prije t.zv. Anschlussa – Huberman je, srećom, napustio Beč i izbjegao u Švicarsku. Sljedeće godine njegova je violinistička karijera umalo tragično završila kad je u avionskoj nesreći na Sumatri slomio dva prsta i zglob lijeve šake. No intenzivnim i bolnim vježbama ipak je uspio zaliječiti te ozljede pa je nastavio svirati. Početkom Drugoga svjetskog rata koncertirao je u Južnoafričkoj Republici, a tek se po završetku rata mogao vratiti svome domu u Švicarskoj.
Bronisław Huberman je svakako jedan od najznačajnijih violinista prve polovice 20. stoljeća. Njegovu snimljenu izvedbu Koncerta za violinu i orkestar u D-duru Petra Iljiča Čajkovskog mnogi i danas smatraju uzornom. U nasljeđe nam je ostavio još i snimke violinskih koncerata Bacha, Mozarta i Beethovena te poznatu Španjolsku simfoniju Édouarda Laloa.

## Stradivarijeva violina
Bronisław Huberman je sve do 1936. svirao ranije spomenutu Stradivarijevu violinu iz 1713. godine, znanu i kao Gibson Stradivarius (nazvanu po engleskom violinistu Georgu Alfredu Gibsonu, bivšem vlasniku tog skupocjenog glazbala). Tu violinu su mu prvi put ukrali 1919. iz hotelske sobe u Beču, ali je policija violinu uspjela pronaći i već poslije tri dana vratiti Hubermanu. Drugi put je ta violina ukradena 28. veljače 1936. u New Yorku: Huberman ju je u Carnegie Hallu zamijenio Guarnerijevom violinom i u pauzi koncerta ostavio ju u sobi za umjetnike. Odatle je violinu ukrao njujorški klupski glazbenik Julian Altman, koji je poslije čak postao i članom američkoga Nacionalnog simfonijskog orkestra u Washingtonu. Osiguravateljska kuća Lloyd’s of London isplatila je Hubermanu odštetu u iznosu od 30 000 američkih dolara. Julian Altman je tajio istinu o porijeklu svoga glazbala sve do 1985. kada je na samrti priznao krađu svojoj supruzi Marcelle Hall. Ona je dvije godine poslije vratila violinu osiguravateljskoj kući Lloyd’s of London te za “pronalazak” dobila 263 000 USD nagrade. Violina je potom temeljito restaurirana, nakon čega ju je kuća Lloyd’s za 1 200 000 USD prodala britanskom violinistu Norbertu Braininu. U listopadu 2001. Hubermanovu je violinu za 4 000 000 USD kupio američki violinist Joshua Bell.      

## Vanjske poveznice

### Sestrinski projekti
|  | Zajednički poslužitelj ima još gradiva o temi Bronisław Huberman |

### Mrežna sjedišta
- bronislawhuberman.com – Rob Huberman o djedu Bronislavu Hubermanu  Arhivirana inačica izvorne stranice od 21. siječnja 2014. (Wayback Machine) (engl.)
- allmusic.com – Bronislaw Huberman (životopis i diskografija)
- pbs.org – ORHESTRA OF EXILES: Bronislaw Huberman, Star Violinist and Orchestra Founder (engl.)
- YouTube – Max Bruch: Kol Nidrei op. 47, Bronisław Huberman, violina (1922.)
- YouTube – Pablo de Sarasate: Romanza Andaluza, Bronisław Huberman, violina & Siegfried Schultze, glasovir (1929.)
- YouTube – Frédéric Chopin: Nocturne op.9 br.2, Bronisław Huberman, violina